# Halictus nikolskayae
Halictus nikolskayae là một loài Hymenoptera trong họ Halictidae. Loài này được Pesenko mô tả khoa học năm 2006.